# Dunay Antal
Dunay (Demetrovics) Antal (Nagykölked, 1915. február 27. – Passaic, New Jersey, USA, 1977. május 29.) amerikai magyar katolikus pap.

## Élete
Édesanyja Horváth Mária. Középiskolai tanulmányait Kőszegen, a bencés gimnáziumban kezdte meg, majd négy év után az esztergomi bencés gimnáziumban érettségizett, mint kisszeminarista, 1934-ben. Innét Serédi Jusztinián esztergomi érsek a bécsi Pazmaneumba küldte tanulmányai végzésére. 1939. július 9-én szentelték pappá Bécsben.
1939. szeptember 1-jén kapta meg első szolgálati helyét, Budapest-Herminamezői Szentlélek Plébánián káplán. 1940 nyarán tartalékos tábori lelkészi kinevezést kapott és kéthónapos „csatapapi” átképzési tanfolyamon vett részt Szombathelyen. 1940. szeptember 1-jétől Budapest-Felsővízivárosban, a Szent Anna templomban volt káplán egészen 1947. szeptember elsejéig. Közben a második világháború alatt nyolc hónapot csatapapi minőségben a zalaegerszegi 527-es számú tábori kórházban szolgált a háború befejezéséig. 1947. szeptember 1-jétől Budapest-Kelenföldön kapott kápláni beosztást Mindszenty József bíborostól, közben Bécsben megszerezte a teológiai doktorátust, majd Kelenföldről 1948. október 20-án Budapest-Krisztus Király plébániára kap áthelyezést, de csak csalétkül. Utasítást kapott Mindszenty Józseftől, hogy haladéktalanul meneküljön nyugatra, mert a titkosrendőrség az ifjúság körében kifejtett munkája miatt letartóztatására készül.
1948. november 3-án lépte át a határt szülőfalujánál és előbb Bécsbe, majd Salzburgba utazott, ahol a menekültek lelki gondozását bízták rá. Innét 1949. július 15-én indult Amerikába és másnap, július 16-án érkezett meg a pennsylvaniai Northamptonba, ahol a Magyarok Nagyasszonya Plébániára került. 1963-tól a Passaici Szent István római katolikus magyar templomnak plébánosa egészen az 1977. május 29-én bekövetkezett haláláig. Az ő működése alatt látogatta meg a plébániát Mindszenty József bíboros 1974-ben. Az Our Lady of Hungary Cemetery-ben nyugszik, Northampton-ban, Northampton megyében, Pennsylvania államban.